# 阿尔沃拉切
39°23′37″N 0°46′31″W / 39.3936448°N 0.7753152°W
阿尔沃拉切，是西班牙瓦伦西亚自治区巴伦西亚省的一个市镇。总面积27平方公里，总人口934人（2001年），人口密度35人/平方公里。